# لوهري
لوهري هو مهرجان شعبي  بنجابي يقام في فصل الشتاء، يحتفل به في المقام الأول السيخ والهندوس من منطقة البنجاب في شبه القارة الهندية. الأهمية والأساطير حول مهرجان لوهري كثيرة وتربط المهرجان بمنطقة البنجاب.  كثير من الناس يعتقدون أن المهرجان يحيي ذكرى الانقلاب الشتوي. يمثل لوهري نهاية موسم الشتاء، وهو الترحيب التقليدي بأيام أطول ورحلة الشمس إلى نصف الكرة الشمالي من قبل السيخ والهندوس في منطقة البنجاب.
لوهري هو عطلة رسمية رسمية في ولاية البنجاب في الهند، حيث يتم الاحتفال بالمهرجان من قبل السيخ والهندوس والمسلمين والمسيحيين، ولكنه ليس عطلة في ولاية البنجاب في الباكستان.

## التاريخ
ترتبط لوهري بالتقويم البيكرامي، ويتم الاحتفال به في اليوم الذي يسبق الاحتفال بمهرجان ماغي في الهند باسم ماكار سانكرانتي. في معظم السنوات يقع لوهري في 13 يناير من التقويم الغريغوري.

## الأصل

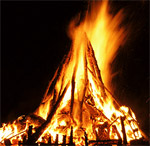
لوهري

لوهري هو الاحتفال بوصول أيام أطول بعد الانقلاب الشتوي. وفقا للفولكلور، في العصور القديمة تم الاحتفال بلوهري في نهاية الشهر التقليدي عندما يحدث الانقلاب الشتوي. وهي تحتفل بالوقت الذي تستغرقه الشمس مع مرور الشمس في رحلتها نحو الشمال.

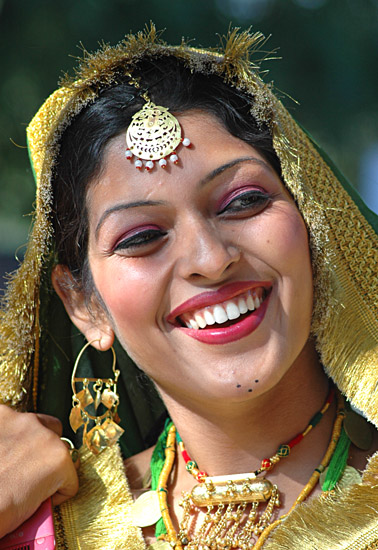
امرأة بنجابية تنتظر المشاركة في الاحتفال

في أصولها، لوهري هو مهرجان هندوسي قديم يقام وسط الشتاء، في المناطق القريبة من جبال الهيمالايا حيث الشتاء أكثر برودة من بقية شبه القارة الهندية. يعمد الهندوس إلى إخماد النيران في ساحات منازلهم بعد أسابيع موسم زراعة محاصيل العنب، وإقامة علاقات اجتماعية حول النار، وغنائها ورقصها معًا في نهاية فصل الشتاء وبداية أيام أطول. بعد ليلة الاحتفالات، كان الهندوس يرقصون على مكار سانكرانتي ويذهبون إلى جسم مائي مقدس مثل النهر أو البحيرة للاستحمام.

## الاحتفالات: إطلاق النار والأطعمة الاحتفالية
يتم احتفال بلوري مع النار. إن إضاءة الشعلة خلال هذا المهرجان الشتوي هي تقليد قديم.

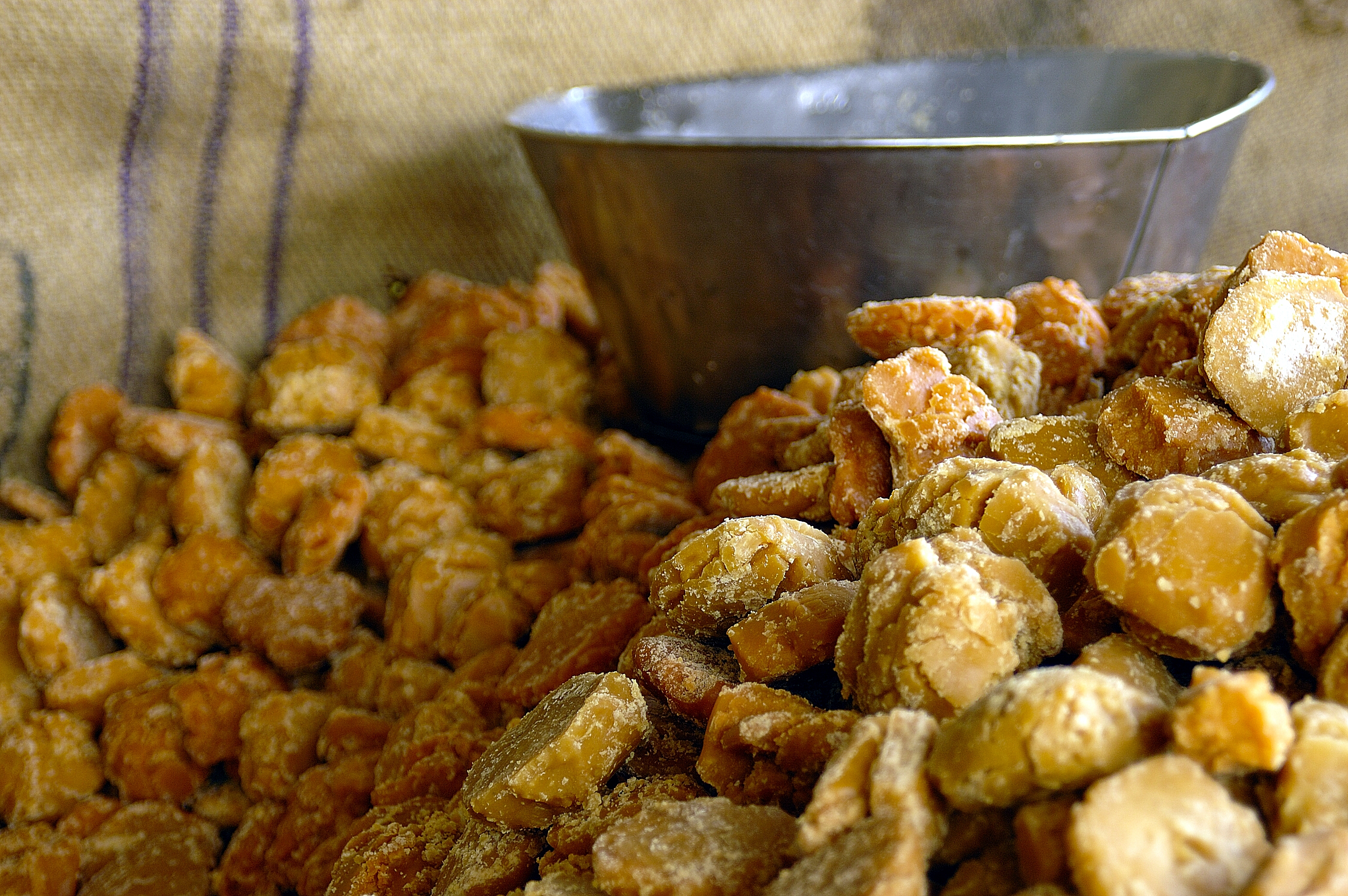
"غورا" ، عصير القصب المتصلب غير المصفى والمغذي هو حلوى تقليدية احتفالية.

في ولاية البنجاب، يتسم موسم الحصاد لوهري بأكل حزم من الذرة المشوية من الحصاد الجديد.  يحتفل موسم حصاد قصب السكر في يناير في مهرجان لوهري. تعتبر منتجات قصب السكر مركزية في احتفالات لوهري، وكذلك المكسرات التي تحصد في يناير. العنصر الغذائي المهم الآخر من لوهري هو الفجل الذي يمكن حصاده بين أكتوبر ويناير. تزرع خضار الخردل بشكل رئيسي في أشهر الشتاء لأن المحصول مناسب للظروف المناخية الزراعية.

## الممارسات
خلال النهار، من الباب إلى الباب يغني الأطفال الأغاني الشعبية. هؤلاء الأطفال يُعطون الحلوى والمذاقات، وفي بعض الأحيان المال. حيث ترحب العائلات بالأزواج الجدد والمواليد الجدد.
تُعرف المجموعات التي تم جمعها من قبل الأطفال باسم لوهري وتتألف من سمسم، سكر الكريستال، الفول السوداني أو الفشار. ثم يتم توزيع لوهري ليلا خلال المهرجان. حتى يتم طرح الفول السوداني، والفشار وغيرها من المواد الغذائية في النار. بالنسبة للبعض، فإن رمي الطعام في النار يمثل حرق العام القديم والبدء في العام المقبل في ماكار سانكرانتي.
يختلف احتفال الشعلة بناء على الموقع في البنجاب. في بعض الأجزاء، يتم صنع صورة صغيرة من إلهة لوهري الشعبية مع جوبار (روث الماشية) الذي يزينها، وتوقد نار تحتها وتردد مدائحها. ويعتقد أن إلهة لوهري الشعبية هي جانب قديم من الاحتفال، وهي جزء من تقليد طويل من احتفالات الانقلاب الشتوي التي تظهر كإله. في أجزاء أخرى، يتألف حريق لوري من روث البقر والخشب بدون إشارة إلى إلهة إلوري.